# 西索米
西索米（白話字：Sí-so͘-mì）（Si-Sol-Mi），是臺灣喪禮中西洋音樂樂隊的代稱；若在宣傳或喜慶場合則稱「法拉梭」(Fa-La-Sol)。

## 歷史
1930年，陳若瑟神父在羅厝天主堂擔任本堂時成立了一支樂隊，並親自指導其成員管樂器吹奏技巧。1937年，道明會戴剛德神父接任羅厝本堂駐堂神父，並為該樂隊聘請樂師加強訓練，又為其隊員訂製制服；其制服披風顏色為紅或紫色，以備在喜慶或喪葬場合使用。在阮立德神父接任駐堂神父後，他接手成立第三代樂隊，並以傳教、社交及賺取額外收入為主要目的。在1945年國民政府接管臺灣前後，樂隊經常主動支援地方當局在慶典或特別活動上演出。
至於「Sí-so͘-mì」一名由來是因有首喪禮樂曲起頭為「Si-So-Mi」三個音名，當地民眾在口耳相傳下便以其作喪禮西樂隊服務的隱語。
此後，西洋音樂樂隊紛紛成立於各教堂之下，為教會的各種儀式進行器樂伴奏。同時，各地方政府在舉行特別活動時都開始邀請西洋音樂樂隊到場助興，各地傳統信仰中心也紛紛仿效使用西洋樂器為其儀式伴奏。

## 外部連結
- 你知道〔西梭米〕是哪一首歌的簡稱嗎？ - 樂譜及樂器區- SOGO論壇 （页面存档备份，存于）